# 끈끈이주걱
끈끈이주걱은 끈끈이귀개과의 여러해살이풀로 학명은 Drosera rotundifolia이다. 대한민국의 대표적인 식충식물이다.

## 특징

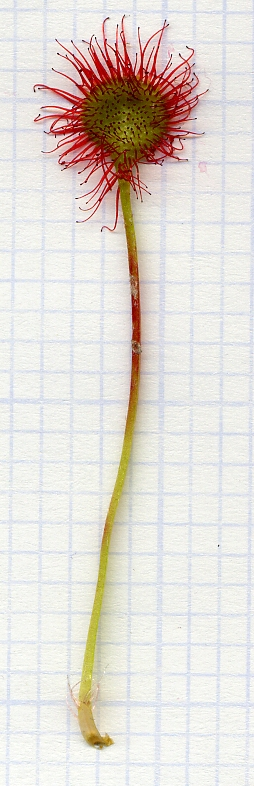
A Drosera rotundifolia leaf on a 1/10 in. grid

잎은 주걱 모양이고 뿌리에서 뭉쳐나며 긴 잎자루가 있다. 잎의 표면은 홍자색의 털로 덮여 있는데, 여기에서 점액을 분비하여 벌레를 잡는다. 7월경에 흰꽃이 총상꽃차례를 이루면서 가지 끝에 달린다. 열매는 삭과이다.
잎에 붙은 긴 털을 ‘선모’라고 한다. ‘샘털’이라고도 하는데 표피의 일부가 뽀족하게 나온 것으로, 끝이 동그랗게 부푼 것이 많다. 선모에서는 소화 효소가 들어 있는 점액이 나온다.

## 분포
주로 산이나 들의 양지바른 습지에서 자라며, 한국에서는 강원·경기·함북 등지에 분포하고 있다.

## 갤러리

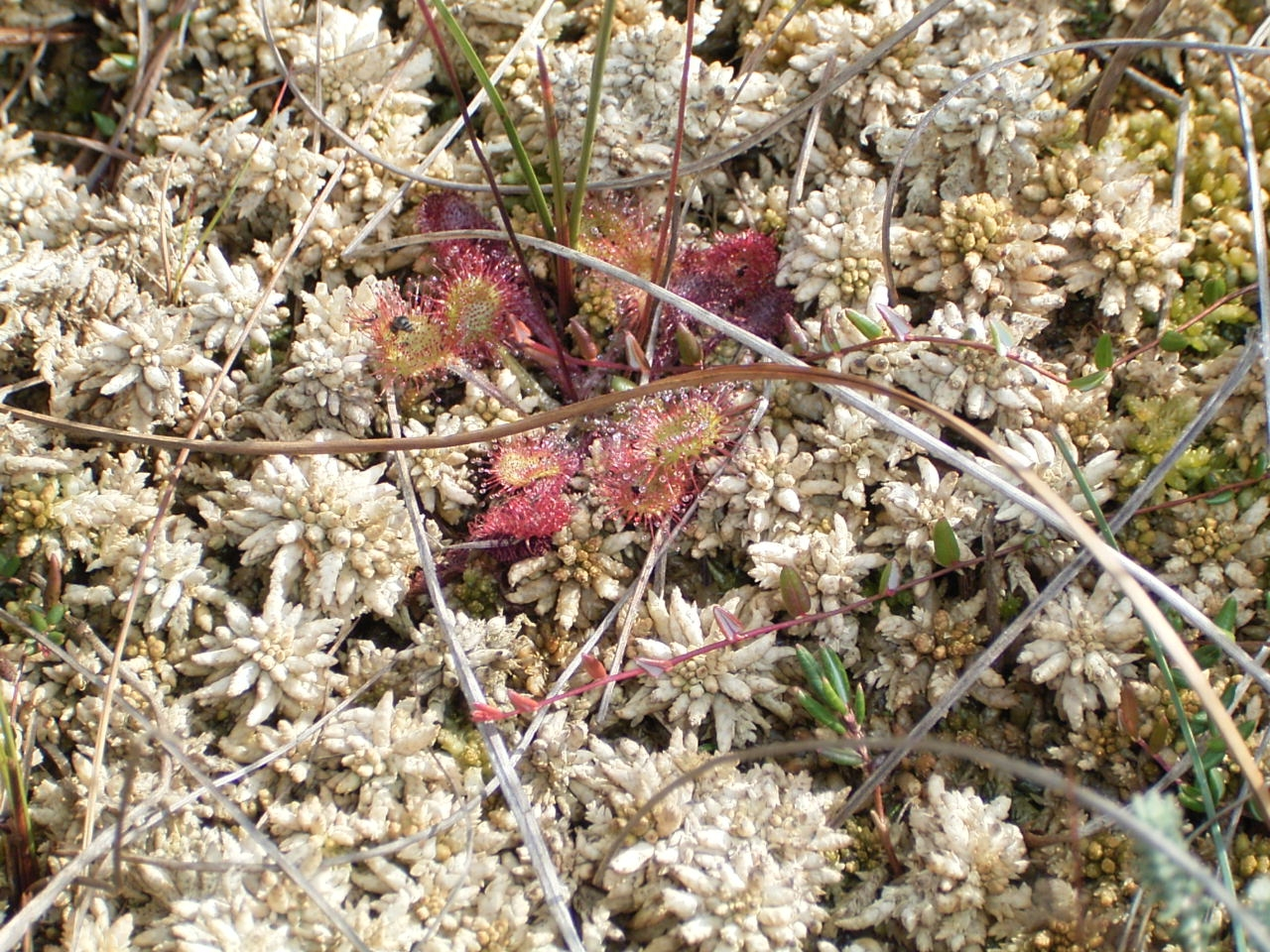
Drosera rotundifolia
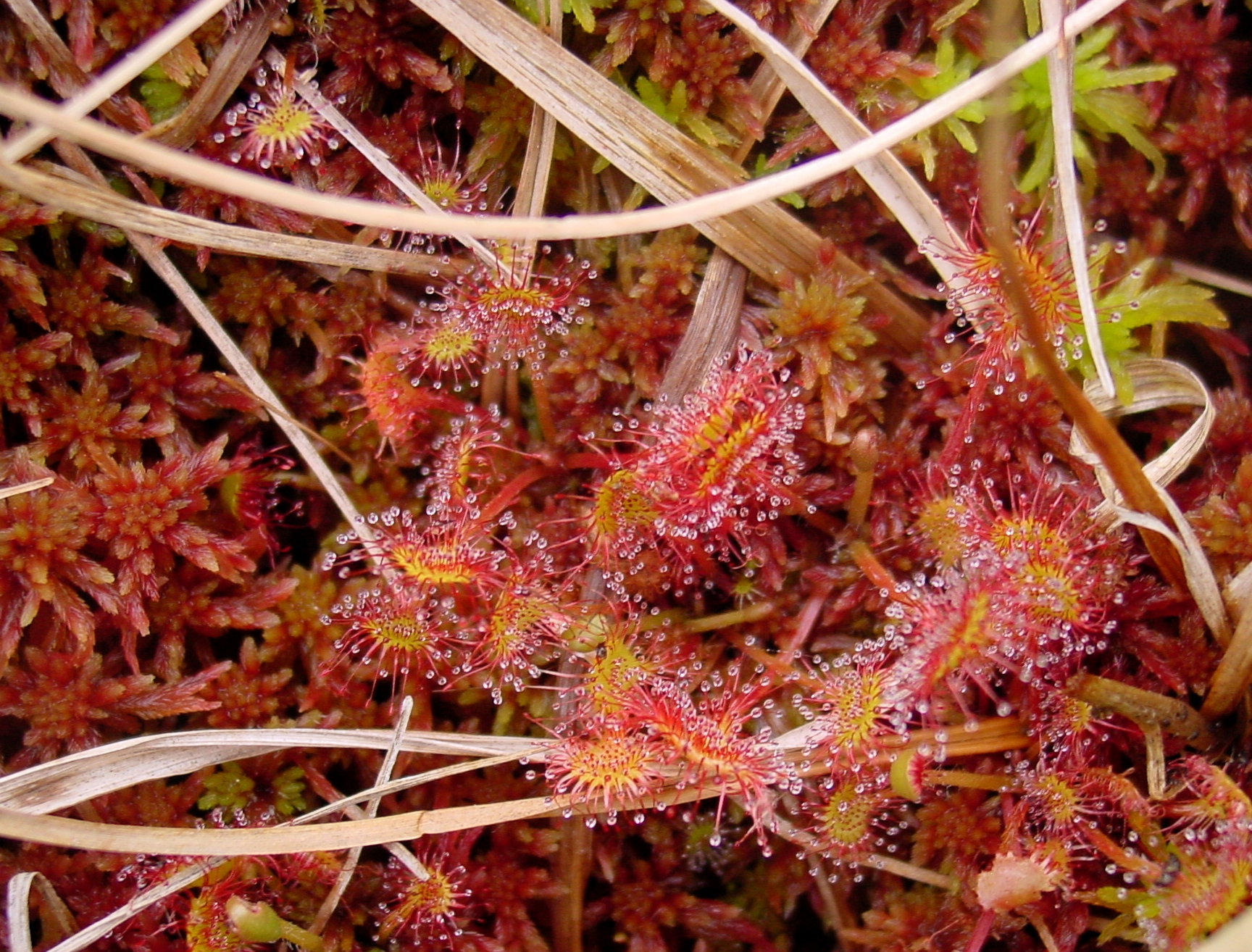
Growing in red sphagnum
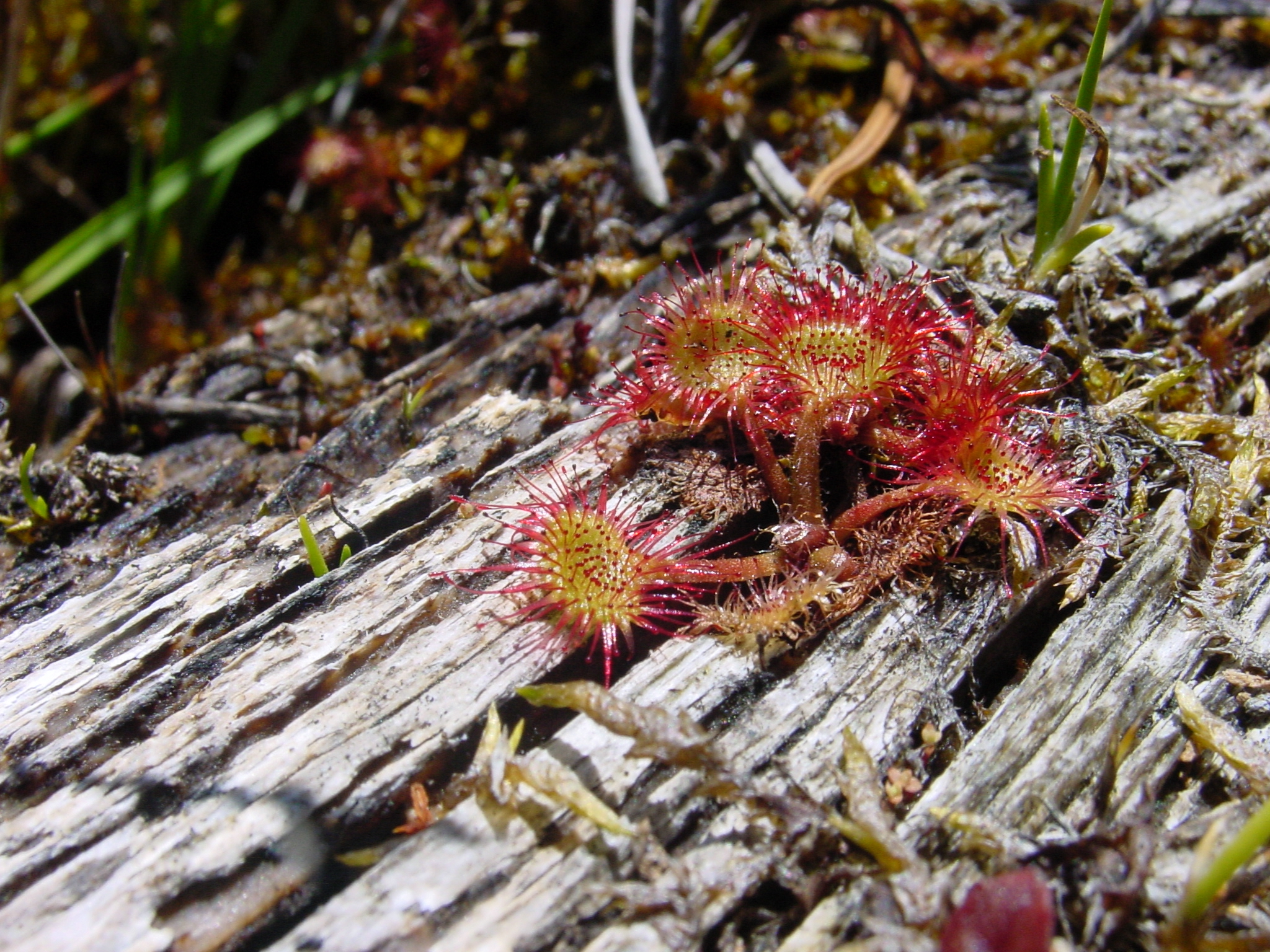
Growing in a rotting log in Oregon
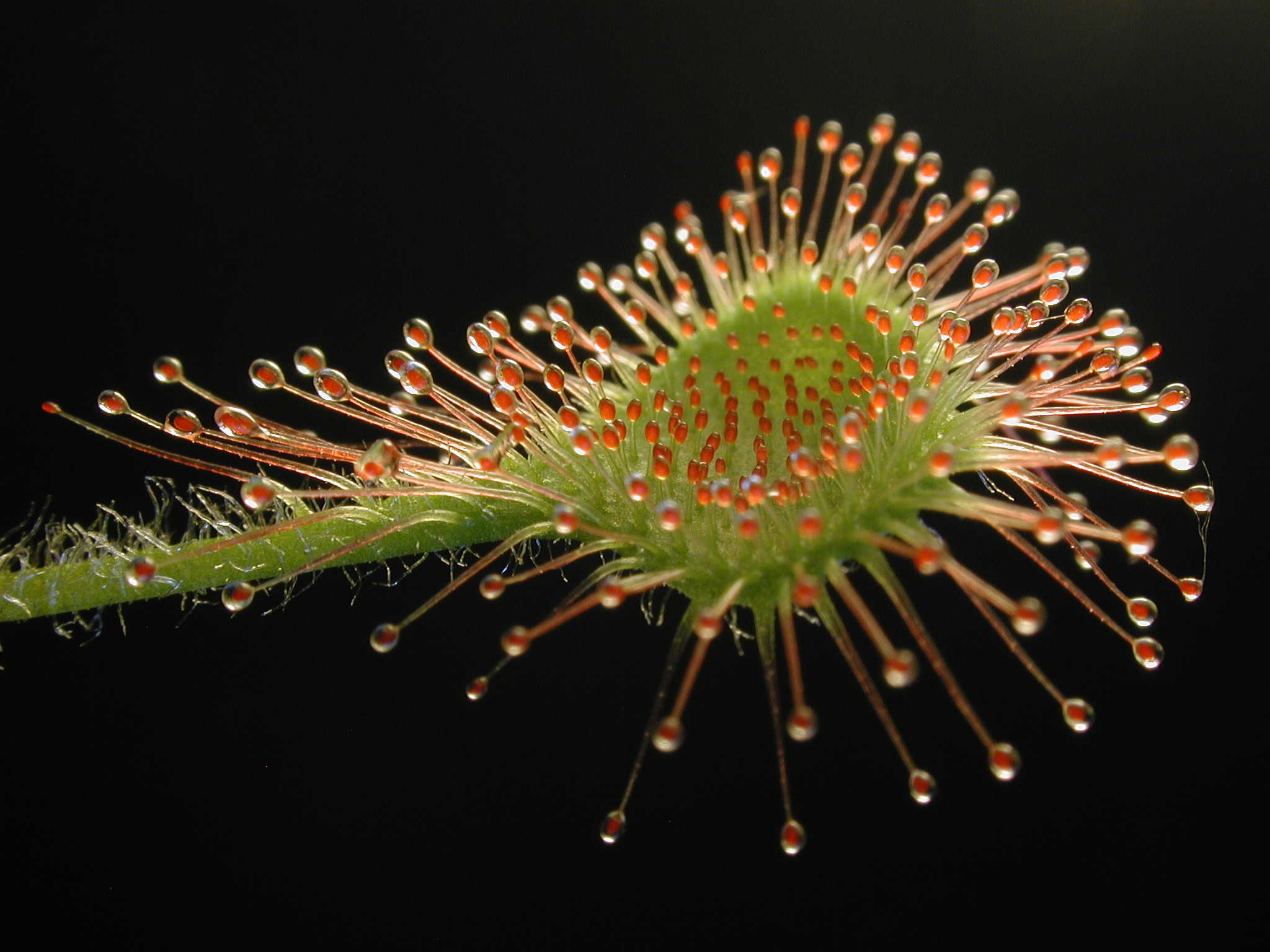
Detail of the leaf

## 참고 문헌
- 이 문서에는 다음커뮤니케이션(현 카카오)에서 GFDL 또는 CC-SA 라이선스로 배포한 글로벌 세계대백과사전의 내용을 기초로 작성된 글이 포함되어 있습니다.